# Yekaterina Vilkova
Yekaterina Nikoláievna Vilkova, más conocida como Yekaterina Vilkova (n. Gorki; 11 de julio de 1984-), es una actriz rusa de teatro y cine.

## Biografía
Se graduó de la Escuela de Teatro de Nizhny Novgorod (taller VF Bogomazova).
En 2006 se graduó de la Escuela de Teatro de Arte de Moscú (la tasa de Ya Zolotovitsky y SI Zemtsova ).
El 1 de mayo de 2011 Yekaterina se casó con el actor Ilya Lyubimov, la pareja le dio la bienvenida a su primera hija Pavla Lyubimova el 11 de febrero del 2012 y a su primer hijo Pyotr Lyubimov el 6 de abril del 2014.

## Filmografía

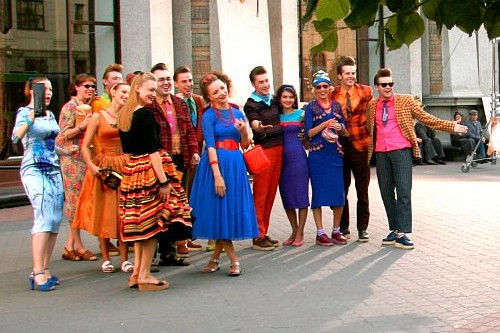
Yekaterina (en el vestido azul) durante el rodaje de la película "Mod".

1. 2005 - Satisfacción -SofiaGalitzine
2. 2006 - Cuerpo de calibre -Anastasia, un periodista de Moscú
3. 2007 - Demonios -Dasha
4. 2007 - No se pondrá al día -bomba
5. 2007 - Pantera -María
6. 2007 - Respiración completa -Katya
7. 2007 - Los vicios -María
8. 2008 - Padres e Hijos -Fiéniechka
9. 2008 - El que apaga la luz -Anna, la hermana de las niñas asesinadas
10. 2008 - Mod -Betsy
11. 2009 - Rayo Negro -Nastia Svetlova
12. 2009 - Zastava Zilina -LisaSavin
13. 2009 - Deseo -de San Valentín
14. 2009 - Kamenskaya 5: imagen póstuma -Alina Vaznis, la actriz
15. 2009 - El Libro de Maestros -sirena
16. 2009 - circunstancias Propuesta (serie de TV) -Assia, hija de la actriz Vera Strelnikova
17. 2010 - Domingo de Ramos -el periodista Pavel Kochetkov, hija Oksana
18. 2010 - Lyub.OFF -Marina
19. 2010 - Clan Calvo Hills
20. 2010 - Pirammmida
21. 2010 - Rayo Negro 2 -Svetlova Nastia

### Televisión
En la temporada de 2010 - 2011 participa en el programa de televisión Hielo y Fuego del canal de televisión rusa

### Obras
- "No parte con su amado" Alexander Volodin. Director: Víctor Ryzhakov -Kozlova Katya, que[3]